# Бассон, Коди
Коди Бассон (англ. Cody Basson, род. 2 июля 1991 года, Кинг-Уильямс-Таун) — южноафриканский регбист, стягивающий (8 номер, нападающий третьей линии) команды «Малайзия Вальке».

## Биография
Регби начал заниматься благодаря отцу. С самого детства отец водил Коди и его братьев на регбийное поле, где они проводили много времени. В дальнейшем пошёл по стопам братьев и стал профессиональным игроком. Начал в «Бордер Бульдогз». Наибольших успехов добился в клубе «Гриффонс» (победитель Первого дивизиона Карри Кап 2017 года (второго по значимости после высшего) и финалист 2019 года Первого дивизиона Карри Кап. В сезоне 2019-2020 годов стал игроком года Первого дивизиона Карри Кап (второго по значимости после высшего) и одним из лучших (три игрока занесли по 8 попыток) бомбардиров по попыткам. После такого впечатляющего сезона перешёл в только что созданную команду «Малайзия Вальке» (южноафриканская команда базирующаяся в Куала-Лумпуре) выступающую в новом турнире «Глобал Рапид регби». Из-за коронавируса команда не провела ни одного матча и обанкротилась, а Коди отправился в ЦСКА. Дебютировал за «армейцев» в матче 6-го тура против «Богатырей», где отметился и дебютной попыткой.

## Семья
У Коди два старших брата. Бьорн (провел 11 матчей и набрал 15 очков за сборную ЮАР, выступал за «Енисей-СТМ» в Кубке вызова сезона 2019-2020). Логан (тоже регбист, выступал за «Грикуас», «Бордер Бульдогс» и некоторые другие). Девушка Микаэла Септембр.

## Прозвище
После выхода на экраны «Игры престолов», люди стали отмечать сходство Коди с актёром Джейсоном Момоа. После выхода фильма «Аквамен», где в главной роли был Момоа, к Коди приклеилось прозвище - Аквамен.

## Достижения
Командные: 
- Первый дивизион Карри Кап — 2017

Личные:
- Игрок Года Первого дивизиона Карри Кап — 2019
- Лучший по попыткам (8) Первого дивизиона Карри Кап — 2019